# 康为民
康为民（1956年9月—），男，江西泰和人，中华人民共和国政治人物，二级大法官。西南政法学院毕业，中国人民大学民法专业研究生结业。

## 生平
1982年加入中国共产党。历任江西省高级人民法院书记员、审判员、第一刑事审判庭副庭长、审判委员会委员、告诉申诉庭庭长；永修县副县长（挂职）；江西省高级人民法院副院长等职。2003年1月任江西省高级人民法院院长，2007年12月任湖南省高级人民法院院长。